# Anybody Out There
Anybody Out There es el cuarto álbum de estudio de la banda estadounidense Rufio. Es el primer álbum después de su Hiatus. Este es el primer álbum con los nuevos integrantes Taylor Albaugh (bajo) y Terry Stirling Jr. (batería).

## Lista de canciones
1. "Little World" - 2:59
2. "Drunk In Love" - 2:36
3. "Under 18" - 2:59
4. "What You Wanna Hear" - 3:10
5. "Deep End" - 3:02
6. "Gold and Silver" - 2:41
7. "Anybody Out There" - 2:47
8. "All That Lasts" - 3:08
9. "This I Swear" - 2:59
10. "The loneliest" - 3:14
11. "Run" - 3:11
12. "Moonshine" - 3:38

## Miembros
- Scott Sellers - Voz, Guitarra
- Clark Domae - Voz, Guitarra
- Taylor Albaugh - Bajo
- Terry Stirling Jr. - Batería